# Blue Diamond (Nevada)
Pour l’article homonyme, voir Blue Diamond.
Blue Diamond est une census-designated place (CDP) située dans le comté de Clark, dans l’État du Nevada, aux États-Unis. D'après le recensement de 2020, sa population est de 268 habitants.